# Крокодил (фильм, 2000)
«Крокодил» (англ. Crocodile) — фильм режиссёра Тоуба Хупера, снятый в 2000 году direct-to-video. В 2002 году вышел сиквел — «Крокодил 2: Список жертв».

## Сюжет
Восемь молодых людей отправляются весело провести каникулы на озеро в Южной Калифорнии, на берегу которого когда-то находился кожевенный завод. Тем временем двое местных бродяг разоряют кладку огромных яиц, в итоге они становятся жертвами гигантского крокодила. Один из юношей — Кит, тем временем рассказывает своим друзьям, что некогда владелец гостиницы привёз сюда нильского крокодила, которому поклонялся как божеству. Однако после того, как была разорена кладка, животное начало нападать на людей.
История оказывает угнетающее действие на тинэйджеров, однако с другой стороны это вызывает ряд розыгрышей. На следующий день молодые люди находят гигантские яйца, что привлекает к ним внимание гигантской рептилии, которая начинает охоту на людей. Тем временем местный шериф, расследуя это дело, посещает дом владельца фермы аллигаторов Шёркина, который сообщает властям о том, каких примерно размеров животное. Полиция начинает поиски крокодила, а в это время рептилия продолжает нападать на молодых людей, которых постепенно остаётся в живых всё меньше и меньше…

## В ролях
- Марк МакЛахлан — Брэди Тёрнер
- Кэйтлин Мартин — Клэр
- Крис Солари — Данкан МакКей
- Д. В. Райзер — Кит
- Джули Минтц — Аннабелль
- Соммер Найт — Санни
- Ретт Джордан — Фостер
- Грег Вейн — Хабс
- Харрисон Янг — шериф Боуман
- Терренс Эванс — Шёркин
- Адам Гираш — Лестер